# سالي كيركلاند
سالي كيركلاند (بالإنجليزية: Sally Kirkland)‏ (ولدت في 31 أكتوبر 1941) ممثلة تلفزيونية وسينمائية أمريكية. رشحت لجائزة الأوسكار لأفضل ممثلة عن فيلم آنا (1987).

## روابط خارجية
- الموقع الرسمي
- سالي كيركلاند على موقع IMDb (الإنجليزية)
- سالي كيركلاند على موقع روتن توميتوز (الإنجليزية)
- سالي كيركلاند على موقع ألو سيني (الفرنسية)
- سالي كيركلاند على موقع تيرنر كلاسيك موفيز (الإنجليزية)
- سالي كيركلاند على موقع أول موفي (الإنجليزية)
- سالي كيركلاند على موقع قاعدة بيانات برودواي على الإنترنت (الإنجليزية)
- سالي كيركلاند على موقع قاعدة بيانات الأفلام السويدية (السويدية)
- سالي كيركلاند على موقع إن إن دي بي (الإنجليزية)
- سالي كيركلاند على موقع قاعدة بيانات الفيلم (الإنجليزية)
- سالي كيركلاند على موقع كينوبويسك (الروسية)
- سالي كيركلاند at the Internet Off-Broadway Database
- سالي كيركلاند  على فيسبوك.
- Sally Kirkland at the جامعة ويسكونسن-ماديسون's Actors Studio audio collection